# Canton du Fossat
Le canton du Fossat est une ancienne division administrative française située dans le département de l'Ariège.

## Géographie
Ce canton était organisé autour du Fossat dans l'arrondissement de Pamiers. Son altitude variait de 197 m (Lézat-sur-Lèze) à 532 m (Monesple) pour une altitude moyenne de 301 m.

## Composition
Le canton du Fossat était composé de 13 communes et comptait 6 530 habitants (population municipale) au 1er janvier 2010.
| Nom                 | Code Insee | Intercommunalité | Superficie (km2) | Population (dernière pop. légale) | Densité (hab./km2) |
| ------------------- | ---------- | ---------------- | ---------------- | --------------------------------- | ------------------ |
| Artigat             | 09019      | CC Arize Lèze    | 23,90            | 569 (2014)                        | 24                 |
| Carla-Bayle         | 09079      | CC Arize Lèze    | 35,52            | 773 (2014)                        | 22                 |
| Castéras            | 09083      | CC Arize Lèze    | 1,84             | 30 (2014)                         | 16                 |
| Durfort             | 09109      | CC Arize Lèze    | 10,98            | 150 (2014)                        | 14                 |
| Le Fossat           | 09124      | CC Arize Lèze    | 14,41            | 1 081 (2014)                      | 75                 |
| Lanoux              | 09151      | CC Arize Lèze    | 3,75             | 52 (2014)                         | 14                 |
| Lézat-sur-Lèze      | 09167      | CC Arize Lèze    | 40,13            | 2 351 (2014)                      | 59                 |
| Monesple            | 09195      | CC Arize Lèze    | 6,09             | 24 (2014)                         | 3,9                |
| Pailhès             | 09224      | CC Arize Lèze    | 21,52            | 441 (2014)                        | 20                 |
| Saint-Ybars         | 09277      | CC Arize Lèze    | 24,31            | 634 (2014)                        | 26                 |
| Sieuras             | 09294      | CC Arize Lèze    | 7,63             | 77 (2014)                         | 10                 |
| Villeneuve-du-Latou | 09338      | CC Arize Lèze    | 6,52             | 148 (2014)                        | 23                 |
| Sainte-Suzanne      | 09342      | CC Arize Lèze    | 10,39            | 234 (2014)                        | 23                 |

## Représentation

### Conseillers généraux de 1833 à 2015
| Période | Période      | Identité                         | Étiquette             | Qualité                                                                                             |
| ------- | ------------ | -------------------------------- | --------------------- | --------------------------------------------------------------------------------------------------- |
| 1833    | 1842         | Jean Massot Assié                |                       | Propriétaire et maire de Lézat                                                                      |
| 1842    | 1842         | Jean Pierre Pauly Bellot         |                       | Propriétaire au Fossat                                                                              |
| 1842    | 1871         | Charles-Adrien de Gauban du Mont |                       | Directeur général de compagnie d'assurances Propriétaire et maire de Lézat (1852-1865)              |
| 1871    | 1877         | Léopold Gaillard                 | Gauche                | Maire du Fossat                                                                                     |
| 1877    | 1883         | Léonce Pauly                     | Droite                | Maire d'Artigat                                                                                     |
| 1883    | 1889         | Léopold Gaillard                 | Gauche                | Maire du Fossat                                                                                     |
| 1889    | 1895         | Léonce Pauly                     | Droite                | Maire d'Artigat                                                                                     |
| 1895    | 1904 (décès) | Jean Sieurac                     | Républicain           | Docteur en médecine à Lézat                                                                         |
| 1904    | 1907         | René Arabet                      | Républicain           | Maire du Carla-Bayle                                                                                |
| 1907    | 1938 (décès) | Gérard Penent d'Izarn            | Rad.                  | Notaire Maire de Lézat (1896-1938) Président du Conseil général (1925-1938)                         |
| 1939    | 1940         | Aimé Gaston Valette              | Rad.                  | Docteur en médecine Maire du Fossat Président du Conseil général (1939-1940)                        |
|         |              |                                  |                       | |
| 1943    | 1945         | Augustin Dumas                   |                       | Adjoint au maire de Lézat Nommé conseiller départemental en 1943                                    |
|         |              |                                  |                       | |
| 1945    | 1961         | Jean Bourrel                     | SFIO                  | Vétérinaire Maire de Lézat (1945-1947)                                                              |
| 1961    | 1985         | Gilles Bordier                   | SFIO puis PS puis DVG | Maire du Carla-Bayle                                                                                |
| 1985    | 2011         | René Massat                      | PS                    | Directeur d'un syndicat intercommunal d'électrification député de l'Ariège (1985-1986 et 1988-1993) |
| 2011    | 2015         | Jean-Luc Couret                  | PS                    | Masseur-kinésithérapeute Maire du Carla-Bayle (depuis 1989)                                         |

### Conseillers d'arrondissement (de 1833 à 1940)
Le canton du Fossat avait deux conseillers d'arrondissement jusqu'en 1926.
| Période                                  | Période | Identité                     | Étiquette   | Qualité |
| ---------------------------------------- | ------- | ---------------------------- | ----------- | --- |
| 1833                                     | 1839    | Jean Paul Aristide Arabet    |             | Pasteur à Carla-le-Comte                                                                                    |
| 1833                                     | 1839    | M. Azéma                     |             | Avocat à Saint-Ybars                                                                                        |
| 1839                                     | 1871    | Dominique-Valentin Garrigues |             | Maire de Saint-Ybars                                                                                        |
|                                          |         |                              |             | |
| 1886                                     |         | Robert-Collatin Carrière     | Républicain | Pharmacien à Saint-Ybars                                                                                    |
|                                          |         |                              |             | |
| 1910                                     | 1928    | Paul-Pierre-Hippolyte Bégou  | Radical     | Agriculteur, maire du Carla-Bayle                                                                           |
| 1928                                     | 1934    | Jean Pons                    |             | Propriétaire à Artigat                                                                                      |
| 1934                                     | 1940    | Armand Barioulet             | Radical     | Maire de Sieuras                                                                                            |
| 1940                                     |         |                              |             | Les conseils d'arrondissement ont été suspendus par la loi du 12 octobre 1940 et n'ont jamais été réactivés |
| Les données manquantes sont à compléter. |         |                              |             | |

## Démographie
| 1962  | 1968  | 1975  | 1982  | 1990  | 1999  | 2006  | 2011  | 2012  |
| ----- | ----- | ----- | ----- | ----- | ----- | ----- | ----- | ----- |
| 5 381 | 5 252 | 5 021 | 4 694 | 5 057 | 5 527 | 6 092 | 6 588 | 6 611 |